# Bogata (okręg Kluż)
Bogata – wieś w Rumunii, w okręgu Kluż, w gminie Călărași. W 2011 roku liczyła 869 mieszkańców.